# 土庫病院
土庫病院（どんごびょういん）は、社会医療法人健生会が奈良県大和高田市日之出町に設置する病院。

## 概要
救急告示病院。NPO法人卒後臨床研修評価機構 （JCEP）認定病院。公益財団法人日本医療機能評価機構認定病院（病院評価結果は3rdG:Ver.1.1（3回目,2018年5月11日認定,2022年11月18日認定有効期限））。
全日本民主医療機関連合会（民医連）に加盟している。

## 沿革
(この節の出典)
1955年に開設された6畳一間の間借診療所、高田民主診療所を前身とする。1956年土庫診療所に改称（1959年有床診療所化）。1965年11月に土庫病院へ改称し、1972年2月に現在地に移転。

## 診療科
(この節の出典)
- 内科
- 消化器内科（胃腸内科）
- 循環器内科
- 呼吸器内科
- 糖尿病内科（代謝内科）
- 外科
- 消化器外科（胃腸外科）
- 肛門外科
- 整形外科
- 救急科
- 小児科
- 放射線科
- リハビリテーション科
- 麻酔科
- 病理診断科

## 医療機関の認定
(この節の出典)
- 保険医療機関
- 労災保険指定医療機関
- 身体障害者福祉法指定医の配置されている医療機関
- 生活保護法指定医療機関
- 臨床研修病院
- 原子爆弾被害者医療指定医療機関
- 原子爆弾被害者一般疾病医療取扱医療機関
- 在宅療養支援病院
- 特定疾患治療研究事業委託医療機関
- 指定小児慢性特定疾病医療機関
- 難病の患者に対する医療等に関する法律（平成26年法律第50号）に基づく指定医療機関
- 無料低額診療事業実施医療機関

## 差額ベッド代について
病院の理念により、差額ベッド料（個室料）を徴収していない。

## 交通アクセス
- 近鉄大阪線「大和高田駅」より徒歩7分
- 近鉄南大阪線「高田市駅」よりタクシー約10分
- JR和歌山線・桜井線「高田駅」より徒歩約10分